# Peter Theodor Krämer
Peter Theodor Krämer (geboren am 21. November 1921 in München; gestorben am 14. April 1999 ebenda) war ein deutscher Schriftsteller. Er verfasste ab Anfang der 1960er Jahre unter zahlreichen Pseudonymen (darunter Peter Theodor, Cal Canter, Peter Rudersberg, P. T. Hooker und W. Todd) vor allem Krimis und Science-Fiction für Heftromanserien.
Neben einigen eigenständigen SF-Erzählungen, die unter anderem in den Reihen Utopia Zukunftsroman bzw. Utopia-Großband erschienen, war Krämer auch an drei Reihen mit zusammenhängenden Erzählsträngen beteiligt, die als Konkurrenz zu der im Moewig-Verlag erscheinenden, überaus erfolgreichen Perry-Rhodan-Serie konzipiert waren. Das waren ab 1963 die Serie Mark Powers des Pabel Verlags, wo Krämer das Pseudonym Peter Theodor verwendete. Krämers Beiträge zur Ren-Dhark-Serie des Kelter Verlags erschienen unter dem Pseudonym Cal Canter. Die dritte Serie Raumschiff Promet, wo Krämer unter dem Pseudonym P. T. Hooker drei Romane schrieb, war wie Ren Dhark von Kurt Brand konzipiert und erschien im Astro-Verlag.
Neben seinen SF-Arbeiten schrieb Krämer als Peter Theodor zwischen 1969 und 1972 auch noch zwanzig Romane der Krimiserie Schwarze Fledermaus. Zuletzt schrieb er 1979 als W. Todd für die Technothriller-Reihe des Erich-Pabel-Verlags zwei Romane.

## Bibliografie
Die Serien sind nach dem Erscheinungsjahr des ersten Titels geordnet.
Utopia-Großband (als Ted Scott, 1962)
- 175 Befehl aus dem Kosmos

Mark Powers (als Peter Theodor, 1963–1967)
- 26 Tor zur anderen Welt
- 35 Notruf an die Vergangenheit
- 46 Furchtbare Hinterlassenschaft

2 weitere Titel erschienen in der Utopia-Serie (siehe unten)
Ren Dhark (als Cal Canter, 1966–1967)
- 16 In der Gewalt der Synthies
- 23 Vorsicht, Pressorstrahlen!
- 25 Stützpunkt Pluto sendet SOS
- 31 Die Drohung aus dem Hyperraum
- 32 Wunderwelt Robon
- 38 Geheimnisvolles Tofirit
- 42 Ein Kompri-Notruf für Ren Dhark
- 43 Magnetische Stürme
- 52 Flammende Hölle Arim
- 59 Auf Leben und Tod

Utopia Zukunftsroman (als Peter Theodor, 1966–1968)
- 408 Rowias Untergang (Mark Powers)
- 509 Der Sternenfindling (Mark Powers)
- 469 Großeinsatz Merope-Neun
- 488 Das Auge Orklids
- 519 Zeit in unserer Hand
- 533 Ebene Drei ruft Darila
- 583 Der Multimutant

Schwarze Fledermaus (als Peter Theodor, 1969–1972)
- 522 Strahlentod im Cocktailglas
- 527 Von Killern gehetzt
- 534 Der Killer von Fort Lauderdale
- 540 Der Tod war blond
- 548 Drei Mann müssen weg
- 557 Stippvisite ins Verderben
- 564 Start in den Tod
- 567 Mord für die grüne Formel
- 574 Bankraub mit einem Toten
- 584 Jagd auf ein Phantom
- 598 Trip ins Jenseits
- 604 Terror im Boxring
- 612 Der Tod im Koffer
- 619 Der Smokingmörder
- 630 Ein Toter rechnet ab
- 639 Mord aus dem Dunkel
- 644 Teufelskreis des Todes
- 659 Er suchte Gold und fand den Tod
- 669 Spion in Dezernat ‚N‘
- 679 Tote Lady kam zum Dinner

Zauberkreis SF (als Peter Rudersberg, 1969)
- 089 Negatives Leben

Terra Nova (als Peter Krämer, 1970)
- 146 Tödliche Botschaft

Raumschiff Promet (als P. T.Hooker, 1973)
- 46 Verschollen auf Arlega
- 50 Die Zeitmeister
- 56 Die Straße der Sternenkönige

Plutonium Police (als W. Todd, 1979)
- 19 SOS – Atomjet in Gefahr
- 23 Atomanschlag auf Rio